# 圣克里斯托夫昂布什里
圣克里斯托夫-昂布什里（法語：Saint-Christophe-en-Boucherie，法語發音：[sɛ̃ kʁistɔf ɑ̃ buʃʁi]）是法国安德尔省的一个市镇，位于该省东南部，属于拉沙特尔区。

## 地理
圣克里斯托夫-昂布什里（46°40'41"N, 2°7'16"E）面积26.89 平方千米，位于法国中央-卢瓦尔河谷大区安德尔省，该省份为法国中部省份，北起卢瓦-谢尔省，西北接安德尔-卢瓦尔省，西南接维埃纳省，南至克勒兹省和上维埃纳省，东临谢尔省。
与圣克里斯托夫-昂布什里接壤的市镇（或旧市镇、城区）包括：勒宰、利涅尔地区圣伊莱尔、拉贝特努、特韦圣瑞利安、维克埃克桑普莱。
圣克里斯托夫-昂布什里的时区为UTC+01:00、UTC+02:00（夏令时）。

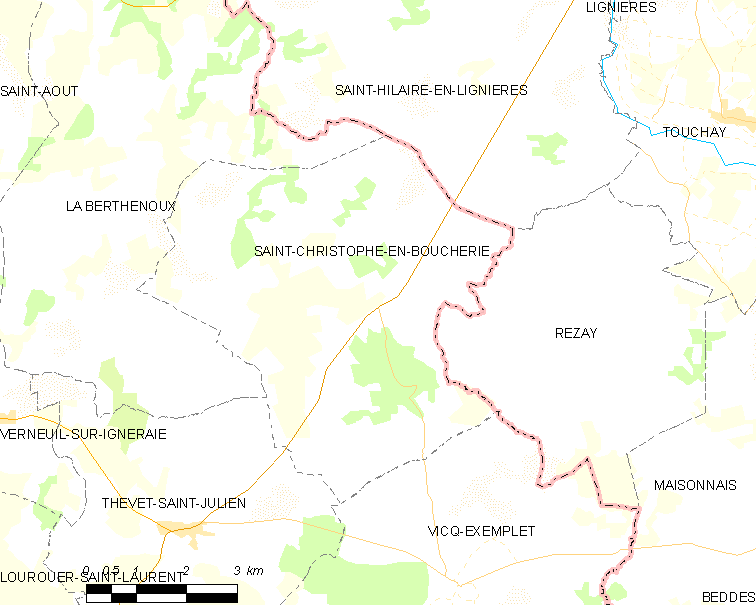
圣克里斯托夫-昂布什里的OSM定位图

## 行政
圣克里斯托夫-昂布什里的邮政编码为36400，INSEE市镇编码为36186。

## 政治
圣克里斯托夫-昂布什里所属的省级选区为拉沙特尔县。

## 人口
圣克里斯托夫-昂布什里于2022年1月1日时的人口数量为234人。

1962-2008年间圣克里斯托夫-昂布什里人口变化图示